# Xochiquetzal

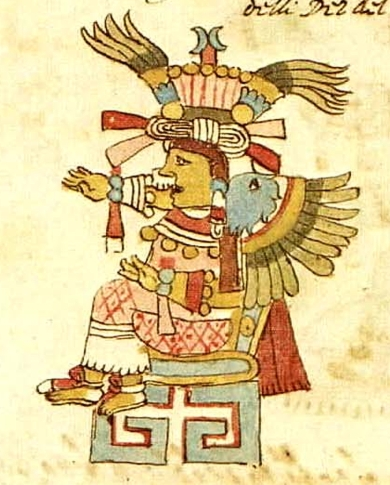
Xochiquetzal im Codex Ríos

Xochiquetzal („Blumenfeder“) war die aztekische Göttin des Mondes, der Erde, der Blumen, der Liebe, der Tänze und Spiele. 
Sie war Schutzgöttin des weiblichen Kunsthandwerks sowie Kalendergöttin des zwanzigsten Tages im Monat. Sie ist Zwillingsschwester des Xochipilli und ihr Gatte ist Tlaloc. Tezcatlipoca entführte sie und machte sie zur Liebesgöttin. Alle acht Jahre stand sie im Mittelpunkt eines Festes mit Maskentänzen, bei denen Tiere und Pflanzen „auftraten“.